# AGBO
AGBO è una casa di produzione e distribuzione cinematografica e televisiva indipendente statunitense, fondata da Anthony e Joe Russo nel 2016.

## Storia

### Sviluppo
Nel marzo 2015, i fratelli Russo hanno annunciato il lancio di una casa di produzione, allora nota come Getaway Productions, e hanno nominato Mike Larocca come presidente.
La AGBO è stata ufficialmente fondata nel 2017 dai veterani del cinema e registi Anthony e Joe Russo, che ricoprono anche il ruolo di co-presidenti.
Nel marzo 2018 è stato annunciato che gli sceneggiatori Christopher Markus e Stephen McFeely, autori delle sceneggiature di Captain America: The Winter Soldier e Captain America: Civil War, sono stati nominati co-presidenti della storia della AGBO, aggiungendosi alla rosa dei dirigenti. Il nome "AGBO" era un cognome scelto a caso da Anthony e Joe Russo da un elenco telefonico dell'Ohio anni prima.
Il 5 gennaio 2022 è stato annunciato che i fratelli Russo hanno venduto una quota di minoranza della AGBO - pari al 38% - al produttore di videogiochi Nexon, con sede a Tokyo, per 400 milioni di dollari. 
La AGBO è stata quindi valutata 1,1 miliardi di dollari.

### 2016-2017: Gli anni della fondazione
Nel luglio 2016 è stato annunciato che i fratelli Russo avrebbero co-prodotto Deadly Class insieme al creatore Rick Remender e ha ottenuto un ordine per il pilot su Syfy nel settembre 2017; la serie ha avuto come protagonisti Lana Condor e Benedict Wong ed è andata in onda dal 20 dicembre 2018 al 20 marzo 2019.
Nel giugno 2016 è stato annunciato che i fratelli Russo avrebbero prodotto il film d'azione City of Crime (21 Bridges) per STX Entertainment. 
Nel luglio 2018 è stato annunciato che Chadwick Boseman sarebbe stato il protagonista del film prodotto da AGBO  e in uscita il 22 novembre 2019. 
Nell'agosto 2017 è stato annunciato che AGBO ha acquisito i diritti di trasposizione del libro Exit West di Mohsin Hamid con Morten Tyldum alla regia. 
Il 31 dicembre 2017 Barack Obama ha inserito Exit West nella sua lista dei migliori libri letti nel 2017,  e successivamente la casa di produzione di Obama, Higher Ground Productions, ha annunciato che avrebbe collaborato con AGBO per produrre un adattamento cinematografico per Netflix, con Riz Ahmed come protagonista e Yann Demange alla regia. 
Nel dicembre 2017 è stato annunciato che AGBO si è aggiudicata i diritti della graphic novel The Electric State di Simon Stålenhag,  poi nel marzo 2018 è stato annunciato che il duo di sceneggiatori Christopher Markus e Stephen McFeely avrebbe sviluppato la sceneggiatura del film.

### 2018-2022: lancio dello studio
Nel gennaio 2018 è stato annunciato che AGBO e Neon hanno acquisito i diritti mondiali di Assassination Nation, scritto e diretto da Sam Levinson, al Sundance Film Festival con un accordo di 10 milioni di dollari,  il film è stato distribuito il 21 settembre 2018 in associazione con Refinery29.
Nel giugno 2018, AGBO ha opzionato l'adattamento cinematografico del romanzo di Alex North L'uomo dei sussurri (The Whisper Man), con la produzione di AGBO. 
Nell'agosto 2018, AGBO ha opzionato il romanzo di Nico Walker Cherry in una gara d'appalto e ha annunciato che questo sarebbe stato il prossimo film che i fratelli Russo avrebbero diretto dopo Avengers: Endgame.
Tom Holland e Ciara Bravo sono i protagonisti del film. 
Il 30 agosto 2018 è stato annunciato che Anthony e Joe Russo avrebbero prodotto il film d'azione fantascientifico Everything Everywhere All at Once di Daniel Kwan e Daniel Scheinert con A24 come distributore.
Il 30 agosto 2018 è stato annunciato che Sam Hargrave avrebbe diretto Dhaka, poi ribattezzato Tyler Rake (Extraction), da una sceneggiatura di Joe Russo con Chris Hemsworth come protagonista.  Il film è stato distribuito su Netflix il 24 aprile 2020 e ha ricevuto la più grande audience in anteprima nella storia del sito, portando allo sviluppo di un sequel da parte dello stesso team.
Nell'ottobre 2018 è stato annunciato che AGBO sarebbe entrata come produttrice del film horror indipendente Relic, interpretato da Emily Mortimer, che ha rappresentato il debutto alla regia di Natalie Erika James e ha debuttato con successo di critica al Sundance Film Festival nel gennaio 2020. Il 10 marzo 2020 il film Relic, prodotto da AGBO, è stato acquisito da IFC Midnight con data di uscita fissata al 10 luglio 2020.
Nell'ottobre 2018, è stato annunciato che la AGBO avrebbe collaborato con Conde Nast Entertainment per produrre il thriller Mosul, la cui regia è stata affidata allo sceneggiatore di World War Z Matthew Michael Carnahan. Il film è stato presentato alla 76ª Mostra internazionale d'arte cinematografica di Venezia e al Toronto International Film Festival nel 2019. In seguito è stato acquisito da Netflix e distribuito nel novembre 2020. 
Il 20 marzo 2019 la AGBO ha acquisito la sceneggiatura di JJ Braider All Fun and Games.
Nell'aprile 2020 è stato annunciato che i fratelli Russo collaboreranno con la Walt Disney Pictures per produrre un remake live action del film d'animazione Hercules del 1997.
Apple ha acquistato i diritti di Cherry - Innocenza perduta (Cherry), interpretato da Tom Holland, nel settembre 2020; il film è arrivato su Apple TV+ all'inizio del 2021.
Nel dicembre 2020 è stata diffusa la notizia del casting di The Electric State, in cui Millie Bobby Brown è la protagonista del prossimo film di fantascienza.
Nell'aprile 2021, è stato annunciato che Epix ha ordinato una serie di 10 episodi direttamente a From, una serie horror fantascientifica contemporanea, creata da John Griffin e prodotta da AGBO e dai fratelli Russo. 
È stata rinnovata per una seconda stagione nell'aprile 2022.
Nel luglio 2021, AGBO ha annunciato che stava collaborando di nuovo con Netflix per un caper movie di prossima uscita interpretato da Regé-Jean Page e scritto da Noah Hawley. 
Nell'agosto 2021, Hulu ha annunciato l'espansione della sua collezione di true-crime, includendo la docuserie Prigionieri invisibili: Il caso Stayner (Captive Audience)  che è prodotta esecutivamente da Anthony Russo, Joe Russo e Mike Larocca della AGBO.

### 2022-oggi: AGBOverse
Il 13 gennaio 2022 sono stati annunciati i casting per il prossimo film horror-thriller All Fun and Games, prodotto dalla AGBO, con Asa Butterfield e Natalia Dyer come protagonisti e Ari Costa e Eren Celeboglu come co-registi.
Nel febbraio 2022 è stato annunciato che AGBO e Disney Television Animation avrebbero prodotto un adattamento cinematografico animato di Superfudge, uno dei libri più venduti di Judy Blume.
Il 17 giugno 2022 è stato annunciato che Guy Ritchie dirigerà il prossimo remake live action di Hercules.
Nel luglio 2022 è stato annunciato che lo show di successo di Hulu, Prigionieri invisibili: Il caso Stayner (Captive Audience), prodotto dai fratelli Russo, è diventato il programma televisivo di saggistica più visto di Hulu nel suo primo mese di uscita.
Nel luglio 2022 è stato annunciato il sequel e lo spin-off di The Gray Man con Netflix, che vedrà Ryan Gosling riprendere il suo ruolo di Courtland Gentry / Sierra Six, con la produzione di AGBO e la regia dei fratelli Russo. Paul Wernick e Rhett Reese, autori di Deadpool, scriveranno la serie spin-off.
Il 15 settembre 2022 è stato annunciato che AGBO avrebbe prodotto a livello esecutivo una serie di Butch e Sundance per Amazon Studios, con protagonisti Regé-Jean Page e Glen Powell.
La multiserie globale Citadel ha annunciato il casting di Matilda De Angelis come protagonista dello spin-off ambientato in Italia del franchise di thriller spionistici, che AGBO sta producendo in collaborazione con Amazon Studios.
Nel novembre 2022 è stato annunciato l'ingresso di Giancarlo Esposito, Ke Huy Quan, Anthony Mackie e Billy Bob Thornton nel cast di The Electric State.
Nel novembre 2022 è stato annunciato che i fratelli Russo avrebbero prodotto e diretto una serie limitata di otto episodi sullo scandalo FTX in collaborazione con Amazon Studios.
Nel novembre 2022, Variety ha nominato i fratelli Russo "Showmen of the Year" e la copertina mostrava i Russo insieme a Chris Pratt, Priyanka Chopra e Zoe Saldana, tutti come parte dei prossimi progetti AGBO.

## Filmografia

### Cinema
| Film                                | Data di uscita    | Regia                          | Sceneggiatura                                   | Colonna sonora                                    | Altre case di produzione                                                                     | Distribuzione          |
| ----------------------------------- | ----------------- | ------------------------------ | ----------------------------------------------- | ------------------------------------------------- | -------------------------------------------------------------------------------------------- | ---------------------- |
| Assassination Nation                | 21 settembre 2018 | Sam Levinson                   | Sam Levinson                                    | Ian Hultquist                                     | Bron Studios, Foxtail Entertainment, Phantom Four, Neon, 30West and Refinery29               | NEON                   |
| City of Crime (21 Bridges)          | 22 novembre 2019  | Brian Kirk                     | Adam Mervis e Matthew Michael Carnahan          | Alex Belcher e Henry Jackman                      | MWM Studios, H. Brothers and X-Ception Content                                               | STX Entertainment      |
| Mosul                               | 21 novembre 2019  | Matthew Michael Carnahan       | Matthew Michael Carnahan                        | Image Nation Abu Dhabi e Condé Nast Entertainment | Henry Jackman                                                                                | Netflix                |
| Relic                               | 10 luglio 2020    | Natalie Erika James            | Natalie Erika James e Christian White           | Brian Reitzell                                    | Screen Australia, Film Victoria, Nine Stories Productions and Carver Films                   | IFC Films              |
| Tyler Rake (Extraction)             | 24 aprile 2020    | Sam Hargrave                   | Joe Russo                                       | Alex Belcher e Henry Jackman                      | Thematic Entertainment, India Take One Productions e T.G.I.M. Films                          | Netflix                |
| Cherry - Innocenza perduta (Cherry) | 12 marzo 2021     | Anthony e Joe Russo            | Angela Russo-Otstot, Jessica Goldberg           | Henry Jackman                                     | The Hideaway Entertainment e Endeavor Content                                                | Apple TV+              |
| Everything Everywhere All at Once   | 29 marzo 2022     | Daniel Kwan e Daniel Scheinert | Daniel Kwan e Daniel Scheinert                  | Son Lux                                           | Ley Line Entertainment e IAC Films                                                           | A24                    |
| The Gray Man                        | 22 luglio 2022    | Anthony e Joe Russo            | Joe Russo, Christopher Markus e Stephen McFeely | Henry Jackman                                     | Roth/Kirschenbaum Films                                                                      | Netflix                |
| Tyler Rake 2 (Extraction 2)         | 16 giugno 2023    | Sam Hargrave                   | Joe Russo                                       | Alex Belcher e Henry Jackman                      | Thematic Entertainment, India Take One Productions e T.G.I.M. Films                          | Netflix                |
| All Fun and Games                   | 1 settembre 2023  | Ari Costa e Eren Celeboglu     | J.J. Braider, Ari Costa, Eren Celeboglu         | Alex Belcher                                      | Anton                                                                                        | Vertical Entertainment |
| The Electric State                  | 14 marzo 2025     | Anthony e Joe Russo            | Christopher Markus e Stephen McFeely            | Alan Silvestri                                    | Roth/Kirschenbaum Film e Skybound Entertainment                                              | Netflix                |
| The Legend of Ochi                  | 25 aprile 2025    | Isaiah Saxon                   | Isaiah Saxon                                    | David Longstreth                                  | A24, Encyclopedia Pictura, Neighborhood Watch, Year of the Rat, IPR.VC, Access Entertainment | A24                    |

### Televisione
| Serie televisiva                         | Data di uscita   | Showrunner/Autore                    | Colonna sonora       | Altre case di produzione                                                                 | Distribuzione |
| ---------------------------------------- | ---------------- | ------------------------------------ | -------------------- | ---------------------------------------------------------------------------------------- | ------------- |
| Deadly Class                             | 16 gennaio 2019  | Rick Remender, Miles Orion Feldsott  | Nathan Matthew David | Chipmunk Hill,Getaway Productions, Universal Cable Productions, Sony Pictures Television | Syfy          |
| Larry Charles' Dangerous World of Comedy | 15 febbraio 2019 | Larry Charles                        |                      |                                                                                          | Netflix       |
| From                                     | 16 gennaio 2019  | John Griffin                         | Chris Tilton         | MGM Television Midnight Radio                                                            | MGM+          |
| Citadel                                  | 28 aprile 2023   | Josh Appelbaum, Bryan Oh, David Weil | Alex Belcher         | Midnight Radio, PKM Productions, Picrow, Super Epic, Amazon Studios                      | Prime Video   |
| Citadel: Diana                           | 10 ottobre 2024  | Alessandro Fabbri                    | Patrizio Marone      | Cattleya, Midnight Radio, Super Epic, Amazon Studios                                     | Prime Video   |
| Citadel: Honey Bunny                     | 7 novembre 2024  | Sita R. Menon                        | Aman Pant            | Midnight Radio, Super Epic, PKM, Picrow, D2R Films e Amazon Studios                      | Prime Video   |